# Nedstrandsfjorden
Nedstrandsfjorden er den østlige del af Boknafjorden og ligger mellem Tysvær og Finnøy kommune i Rogaland fylke i Norge. Fjorden har indløb mellem Stong i Tysvær i vest og Kyrkjøy i Sjernarøyane i øst. Indløbet ligger lige øst for indløbet til Hervikfjorden.
Nedstrandsfjorden deler sig i flere grene videre ind i landet. Vestre Ombofjorden går mod syd  mellem Sjernarøyane og Ombo, Jelsafjorden går østover, Sandsfjorden går mod nordøst og Vindafjorden går nordover. Nedstrandsfjorden strækker sig omkring 17 kilometer mod øst, til der hvor Jelsafjorden, Sandsfjorden og Vindafjorden har sine indløb. Sandsfjorden går videre mod nordøst til bunden af Hylsfjorden, der er 65 kilometer lang, og helt ind til Sauda, som ligger i bunden af Saudafjorden, der er 61 kilometer lang. 
På nordsiden af fjorden stikker der flere dybe vige ind fra fjorden. Muslandsviken går ind til bebyggelsen Lernaland og Hinderåvågen går ind til landsbyen Hinderåvåg. Øst for Hindarvåg ligger landsbyen Nedstrand, som har givet navn til fjorden. 
Fra Helgøy/Sjernarøyane i Finnøy kommune går der færge over fjorden til Nedstrand.

## Dumpningsområdet i Nedstrandsfjorden
Nedstrandsfjorden er over 700 m dyb og har i perioder været benyttet til dumpning af udrangerede skibe, ammunition og andet. Et udvalg af skibene som er sænket her:
- 1. maj 1970: «Fisterfjord», - lokal rutebåd kondemneret efter brand.

- 12. januar 1980: «Kavholm», -kondemneret notbåd.

- 23. januar 1983: «Stolmen», -udrangeret lokal rutebåd.

- 18. november 1983: «Alexander L. Kielland», - havareret boligplatform.

- 4. oktober 1985: «Fjordsveis» ex.«Fjorddrott», -udrangeret lokal rutebåd efter et bevaringsforsøg måtte opgives.

- ca. 1985-1986: «Åmøyfjord», - kondemneret  fiskefartøj med fortid som lokal rutebåd.